# Parmehutu
Il Partito del Movimento per l'Emancipazione Hutu in (francese: Parti du Mouvement de l'Emancipation Hutu, Parmehutu), conosciuto anche come Movimento Democratico Repubblicano-Parmehutu in (francese: Mouvement Démocratique Republicain-Parmehutu, MDR-Parmehutu) è stato un Partito politico in Ruanda. Il partito enfatizzava il diritto di supremazia della maggioranza Hutu in Ruanda sull'etnia Tutsi. Il partito fu il più importante movimento politico nella "Rivoluzione Hutu" del 1959-1961 che portò il Ruanda a divenire una repubblica indipendente con la sostituzione del ruolo di potere Tutsi con quello Hutu.

## Storia
il partito fu fondato da Grégoire Kayibanda nel giugno 1957 con la denominazione di Movimento Sociale Hutu, un partito composto da Hutu nazionalisti che lottavano per l'emancipazione della maggioranza oppressa Hutu. Il 25 settembre 1959 il partito fu ridenominato e dominò le elezioni locali nel 1960, vincendo 2390 su 3125 seggi nei consigli locali ed eleggendo 160 su 229 borgomastri.
Nelle elezioni parlamentari in Ruanda del 1961 fu tenuto un referendum sulla monarchia di Kigeli V del Ruanda. MDR-Parmehutu vinse 35 su 44 seggi nell'assemblea legislativa, con tale elezione che vide la fine della monarchia. Kayibanda formò un governo di Hutu, e divenne presidente in seguito all'indipendenza del Ruanda nel 1962. Al 1965, il partito divenne l'unico partito legale in Ruanda, le elezioni del 1965 videro Kayibanda e il suo partito correre senza opposizione per la presidenza vincendo tutti i 47 seggi nell'assemblea nazionale.
Sotto il regime del Parmehutu i Tutsi furono severamente discriminati, perseguitati e ripetutamente assassinati, portando centinaia di migliaia di quest'ultimi a fuggire dal Ruanda. Il massacro di Tutsi nel 1963 fu descritto dal filosofo Bertrand Russell come il peggiore dopo l'Olocausto; nel 1967 altri 20.000 Tutsi rimasero uccisi.
Nel colpo di stato del luglio 1973, Kayibanda fu deposto dal suo cugino il generale Juvénal Habyarimana. Habyarimana era, insieme ad altri leader del Ruanda del nord (abakonde), messo ai margini dal regime del Parmehutu governato dagli Hutu del Ruanda del Sud. Il partito del Parmehutu fu sospeso e ufficialmente messo al bando due anni dopo il colpo di Stato, quando il Ruanda divenne uno Stato a partito unico sotto il Movimento Repubblicano Nazionale per la Democrazia e lo Sviluppo di Habyarimana, che era dominato da Hutu provenienti dal nord e dal nord-est del Ruanda.